# Saint-Denis-d'Aclon
Saint-Denis-d'Aclon este o comună în departamentul Seine-Maritime, Franța. În 1 ianuarie 2022 avea o populație de 128 de locuitori.

## Comune vecine
|              | Longueil | Ouville-la-Rivière |
| Le Bourg-Dun |          | Ambrumesnil        |
| Avremesnil   |          |                    |